# Nikolaos av Grekland och Danmark
Prins Nikolaos av Grekland och Danmark, född 22 januari 1872 i Aten, död 8 februari 1938 i Aten, var en grekisk prins.

## Biografi
Nikolaos var yngre son till kung Georg I av Grekland och Olga Konstantinovna av Ryssland.
Han gifte sig 1902 i Tsarskoje Selo med storfurstinnan Helena Vladimirovna av Ryssland (1882-1957), dotter till Vladimir Alexandrovitj av Ryssland.
Prins Nikolaos (Nicholas) ansågs vara en talangfull konstnär, något han drog nytta av under familjens exil i Frankrike 1917-1921 och 1923-1935. Han utgav också senare sina memoarer.
Barn:
- Olga av Grekland (1903-1997), gift med Paul av Jugoslavien
- Elisabeth av Grekland (1904-1955), gift med Karl Theodor av Toerring-Jettenbach
- Marina av Grekland (1906-1968), gift med prins Georg, hertig av Kent